# Cuspidaria steindachneri
Cuspidaria steindachneri is een tweekleppigensoort uit de familie van de Cuspidariidae. De wetenschappelijke naam van de soort is voor het eerst geldig gepubliceerd in 1899 door Sturany.